# 捷克斯洛伐克戴维斯杯代表队
捷克斯洛伐克戴维斯杯代表队是一支存在于1921年到1992年的队伍，代表捷克斯洛伐克男子网球队参加戴维斯杯。在1980年首次赢得赛事冠军。1993年随着捷克斯洛伐克国家解体，1993年开始，该队伍分裂为两支球队：
- 捷克戴维斯杯代表队（继承了捷克斯洛伐克队的历史记录）
- 斯洛伐克戴维斯杯代表队